# Johan Van Herck
Johan Van Herck (24 mei 1974) is een Belgisch voormalig tennisser.
Van Herck won 8 challengertitels. In 1996 bereikte hij voor het eerst de top 100. Hij zou zijn hoogste positie bereiken in 1997 met een 65ste plaats op de wereldranglijst. Zijn beste grandslamresultaat haalde hij op Roland Garros 1998. Hij versloeg Greg Rusedski in de eerste ronde en Jordi Mas in de tweede ronde, maar verloor in de derde ronde van Jens Knippschild. Hij speelde ook mee met het Belgische Daviscupteam, waarmee hij overwinningen behaalde tegen Jevgeni Kafelnikov, Thomas Enqvist en Cédric Pioline.
Tegenwoordig is Van Herck coach van Ruben Bemelmans in samenwerking met zijn andere coach Fred Hemmes, van de Belgische Daviscupploeg, waarmee hij in 2015 en 2017 de Daviscupfinale bereikte, en van de Belgische Fedcupploeg. Verder is hij momenteel ook actief als spreker voor het geven van lezingen over teamwork en coaching.